# Lorain (Pennsilvània)
Lorain és una població dels Estats Units a l'estat de Pennsilvània. Segons el cens del 2000 tenia 747 habitants.

## Demografia
Segons el cens del 2000, Lorain tenia 747 habitants, 336 habitatges, i 217 famílies. La densitat de població era de 874 habitants/km².
Dels 336 habitatges en un 25% hi vivien nens de menys de 18 anys, en un 44,6% hi vivien parelles casades, en un 14,3% dones solteres, i en un 35,4% no eren unitats familiars. En el 30,7% dels habitatges hi vivien persones soles el 15,5% de les quals corresponia a persones de 65 anys o més que vivien soles. El nombre mitjà de persones vivint en cada habitatge era de 2,22 i el nombre mitjà de persones que vivien en cada família era de 2,77.
Per edats la població es repartia de la següent manera: un 18,3% tenia menys de 18 anys, un 8% entre 18 i 24, un 27,8% entre 25 i 44, un 23,8% de 45 a 60 i un 22% 65 anys o més.
L'edat mediana era de 43 anys. Per cada 100 dones de 18 o més anys hi havia 94,9 homes.
La renda mediana per habitatge era de 28.150 $ i la renda mediana per família de 30.441 $. Els homes tenien una renda mediana de 25.500 $ mentre que les dones 17.986 $. La renda per capita de la població era de 17.243 $. Entorn del 13,6% de les famílies i el 13,2% de la població estaven per davall del llindar de pobresa.

## Poblacions més properes
El següent diagrama mostra les poblacions més properes.